# Бытом-Узкоколейная
Бытом-Узкоколейная (пол. Bytom Wąskotorowy) — пассажирская станция Верхнесилезских узкоколейных железных дорог в городе Бытом, в Силезском воеводстве Польши. Имеет 1 платформу и 1 путь. Используются для перевозки туристов на узкоколейной линии Мястечко-Слёнске-Узкоколейная — Бытом-Узкоколейная.
Станция открытая в 1993 году.